# Trochochaeta pettiboneae
Trochochaeta pettiboneae är en ringmaskart som beskrevs av Dean 1987. Trochochaeta pettiboneae ingår i släktet Trochochaeta och familjen Trochochaetidae. Inga underarter finns listade i Catalogue of Life.